# 京乃希和
京乃 希和（きょうの きわ、2001年4月20日 - ）は、日本の女優、アイドル。千葉県出身。本名は非公開。愛称はきぃちゃん。エジソンプロモーション所属。

## 略歴
中学時代に女優アイドル「ピカ☆マイ」の第三期生オーディションに合格。
ピカ☆マイの正規メンバーとして芸能界デビューする。
グループとして行っている、持ち小屋での舞台演劇に毎週出演。
2015年、所属グループのメンバーで収録した、自身では初であるCDアルバム「ONE LIVE」を発売。
その後もライブ活動・舞台公演・バラエティ番組出演など、多岐に渡って活動する。
2017年には、映画「ロリさつ」にキャスト出演。
2018年に所属グループごとエジソンプロモーションに移籍した。
2018年8月20日を以ってピカマイを退団

## 人物
- キャッチフレーズは「きらきらきぃーちゃん♪」。
- 元バスケットボール部。
- ハムスターを昔飼っており、名前は「でぶでぶ」。

## 主な活動

### 映画
- 「ロリさつ」（2017年）笹山ななみ役（天才女子中学生・ペンネームオタフク）
- 「星を捨てて」（2019年）（主演：弥生役）

### 舞台
- 「ガールズ・オン・ザ・ラン」
- 「ガールズ・オン・ザ・ラン　〜2ndシーズン〜」
- 「ガールズ・オン・ザ・ラン　〜3rdシーズン〜」
- 「星空パレット」
- 「育三・オン・ザ・ラン」
- 「へなちょこヴィーナス」
- 「淑女のお作法」

## 作品
- CDアルバム「ONE LIVE」